# Izabelów (Sainte-Croix)
Pour les articles homonymes, voir Izabelów.
Izabelów est une localité polonaise de la gmina et du powiat de Końskie en voïvodie de Sainte-Croix.